# Преселец
Село Преселец се налази у општини Трговиште у Бугарској. Према подацима од 21.07.2005. године има 401 становника.